# Gaston Cadenat
Gaston Cadenat, né le 26 juin 1905 à Marseille, mort le 14 juin 1966 à Clichy, est un sculpteur français.

## Biographie
Gaston Cadenat est admis à l’École des beaux-arts de Paris dans les ateliers d’Auguste Carli, de Jules Coutan et de Paul Landowski.
Il obtient le deuxième second grand prix de Rome en 1930 avec sa statue Le Lanceur de javelot, et obtient le premier second grand prix de Rome en 1935.
Il expose au Salon des artistes français entre 1930 et 1935, où il obtient des médailles de bronze en 1930 et d’argent en 1935.
Il meurt à Clichy le 14 juin 1966 à Clichy.

## Collections publiques

### Dessins
- Esclave mourant, 1929, fusain et estompe sur papier clair, second prix Bridan, conservé à l’École nationale supérieure des beaux-arts de Paris[5]

### Sculptures
- Le Lanceur de javelot, 1930, École nationale supérieure des beaux-arts de Paris
- Tireur à l’arc, 1933 : bronze, musée Cantini, Marseille[6]
- Le Calme, 1932, buste en plâtre, École nationale supérieure des beaux-arts  de Paris[7]
- Bas-reliefs, 1937, pour les porches du Palais de Chaillot à Paris
- Jeux de sirènes, bas-relief sur l’immeuble du 50 rue de Rome à Marseille (6e arr.)[8]
- L’Athlète, grilles du palais des sports de Puteaux[9]
- La Sirène, sculpture immergée au Lion de mer, dans la baie de Saint-Raphaël[10]